# Aldeanueva de Figueroa
Aldeanueva de Figueroa település Spanyolországban, Salamanca tartományban. Aldeanueva de Figueroa Topas, Villamor de los Escuderos, Fuentesaúco, Villaescusa, Zamora, Parada de Rubiales, La Orbada, Pajares de la Laguna, La Vellés, Arcediano és Tardáguila községekkel határos. Lakosainak száma 253 fő (2024).

## Népesség
A település népessége az elmúlt években az alábbi módon változott:
| Lakosok száma | 334  | 312  | 324  | 310  | 288  | 286  | 263  | 254  | 239  | 253  |
|               | 2001 | 2004 | 2007 | 2009 | 2012 | 2014 | 2017 | 2019 | 2022 | 2024 |